# Gustav Falke

Gustav Falke (1912)

Gustav Falke (* 11. Januar 1853 in Lübeck; † 8. Februar 1916 in Hamburg-Groß Borstel) war ein deutscher Schriftsteller.

## Leben
Gustav Falke war der Sohn des Kaufmanns Johann Friedrich Christian Falke und dessen Ehefrau Elisabeth Franziska Hoyer. Die Historiker Johannes Falke und Jacob von Falke waren Brüder seines Vaters.
Falke besuchte den Realzweig des Katharineums in Lübeck und absolvierte bei dem Buchhändler und Verleger Hermann Grüning in Hamburg ab 1868 eine Lehre als Buchhändler. Da sein Stiefvater ihm seinen Wunsch, Literatur oder Musik zu studieren, abschlug, verließ Falke 1870 Hamburg. In den Jahren 1870 bis 1877 war er als Buchhändler in Essen tätig, dann in Stuttgart in der Verlagsbuchhandlung August Auerbach und in der Lindemannschen Sortimentsbuchhandlung, und schließlich in Hildburghausen. 1878 kehrte er nach Hamburg zurück, wo er eine private Musikausbildung bei Emil Krause erhielt. Anschließend verdiente er sich seinen Lebensunterhalt als Klavierlehrer.
1890 heiratete er seine ehemalige Klavierschülerin Anna Heissel, adoptierte Theen (1862–1946). Mit ihr hatte er zwei Töchter, Gertrud (1891–1984 – seit 1922 mit dem Juristen Hermann Heller verheiratet) und Ursula (1896–1981 – seit 1923 mit dem Bildhauer Richard Luksch verheiratet), und einen Sohn, Walter (1901–1967).
In den 1890er Jahren begann er, eigene literarische Arbeiten zu veröffentlichen und kam dadurch sehr schnell in Kontakt mit dem Kreis der Hamburger Literarischen Gesellschaft um Otto Ernst, Jakob Löwenberg und Emil von Schoenaich-Carolath.
Bereits in München durch ein Falkesches Gedicht aufmerksam geworden, nahm Detlev von Liliencron Kontakt zu Falke auf. Die Freundschaft bestand zuerst nur auf schriftlichem Wege, wurde aber intensiviert, nachdem Liliencron nach Ottensen gezogen war. Seit Beginn des 20. Jahrhunderts wohnte er in Groß Borstel und war ehrenamtlicher Geschworener in der Hamburgischen Gerichtsbarkeit.

## Künstlerisches Schaffen

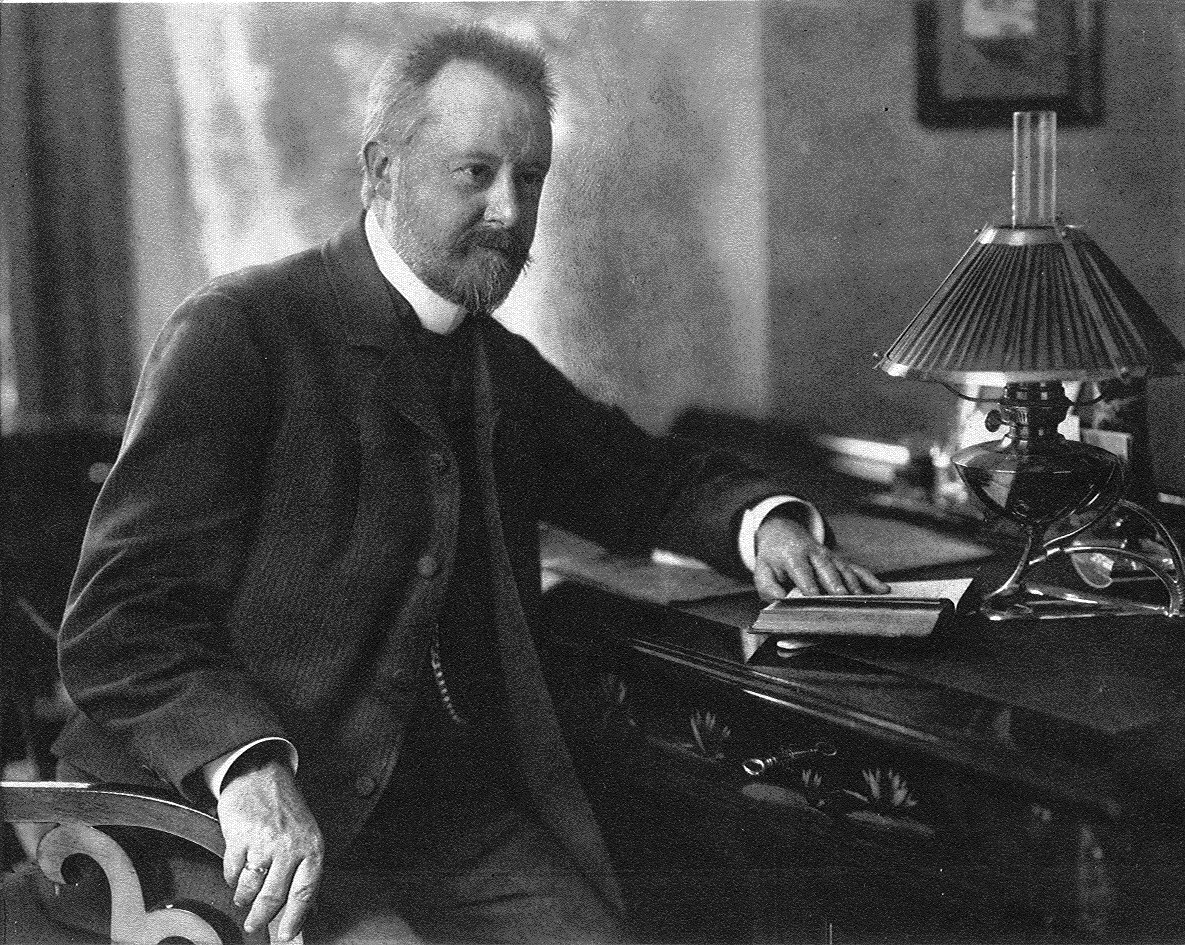
Gustav Falke, 1905

Gustav Falke begann seine literarische Karriere als impressionistischer Lyriker. Seine zeitgenössischen Vorbilder waren vor allem Richard Dehmel, Paul Heyse und Detlev von Liliencron, daneben pflegte er als konservativ-bürgerlicher Autor aber auch den volkstümlichen und volksliedhaften Ton und sah sich damit in der Tradition von Dichtern wie Mörike, Eichendorff, Storm und Geibel.
Falkes Romane, in denen viel Hamburger Lokalkolorit einfloss, sind einem gemäßigten Naturalismus zuzurechnen. Daneben schrieb er Epen und Novellen. Einen bemerkenswerten Teil seines Werkes machen seine Kinderbücher in Gedicht- und Prosaform aus, deren heiterer und lebendiger Ton sie um die Jahrhundertwende zu großen Erfolgen werden ließ. – Mit dem Beginn des Ersten Weltkriegs erwies sich Falke als kompromissloser Nationalist, der seine schriftstellerische Arbeit ganz in den Dienst deutschnationaler Ziele stellte. Für sein Wirken im Dienst der Kriegspropaganda wurde ihm 1915 der preußische Rote Adlerorden verliehen.
Er gehörte zum Kreis der Autoren und Schriftsteller, die im Auftrag des Kölner Schokoladeproduzenten Ludwig Stollwerck an der literarischen Gestaltung der Stollwerck-Sammelbilder und Sammelalben mitarbeiteten.
Falkes Werk erschien im „Verlag Alfred Janssen“, der 1891 von Alfred Janssen in Leipzig gegründet und 1899 nach Hamburg umzogen war. Janssen hatte Verbindungen zu Carl Adolf Mönckeberg, Gustav Schiefler, Alfred Lichtwark, Heinrich Scharrelmann. 1917 verkaufte er den Verlag an Georg Westermann.
Mehrere Bücher wurden von Carl Otto Czeschka (1878–1960) illustriert, der genauso wie einer der späteren Schwiegersöhne Gustav Falkes, Richard Luksch, 1907 von Wien an die Kunstgewerbeschule nach Hamburg berufen worden war.
Musikalische Kompositionen zu Gustav Falkes Lyrik schufen u. a. Leo Blech, Engelbert Humperdinck, Alma Mahler-Werfel, Max Reger, Paul Scheinpflug, Max von Schillings, Arnold Schönberg, Richard Strauss und Anton Webern. Die Musik-Abteilung der Königlichen Bibliothek zu Berlin zählte in ihrem Besitz bis zum Tod des Dichters über 480 verschiedene Kompositionen Falkescher Texte (beispielsweise war „Der Mond scheint auf mein Lager“ bis dahin 26 mal vertont worden).

## Ehrungen
Zu seinem fünfzigsten Geburtstag im Jahre 1903 setzte die Stadt Hamburg Falke „wegen seiner Verdienste um die deutsche Literatur“ einen lebenslangen Ehrensold aus, der ihm den Erwerb der Villa Brückwiesenstr. 27 in Groß Borstel und eine unabhängige schriftstellerische Existenz ermöglichte.
Eine Gustav-Falke-Straße gibt es in Hamburg-Eimsbüttel, Lübeck-St. Jürgen und Kiel-Pries. Im Herbstschen Park in Groß Borstel wurde 1952 eine Gustav-Falke-Stele des Bildhauers Ludwig Kunstmann aufgestellt.
Der zu Pfingsten 1909 errichtete Gedenkstein des „Friedhofs der Namenlosen“ auf Neuwerk trägt eine Bronzetafel in Form eines Rettungsrings mit Versen Gustav Falkes, dessen Name jedoch nicht genannt ist.
Im Berliner Ortsteil Gesundbrunnen ist eine Grundschule nach Falke benannt.

## Werke

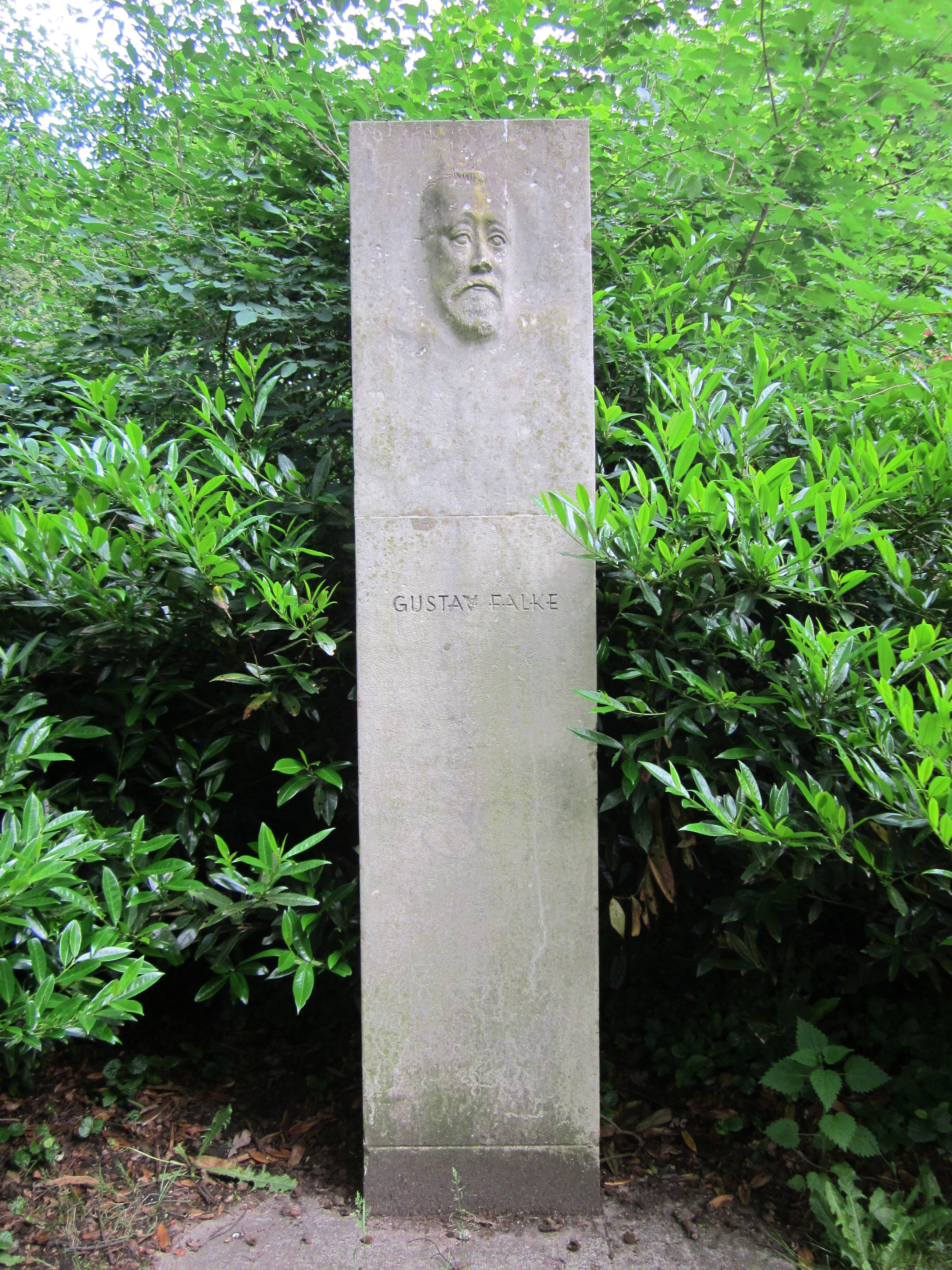
Denkmal für Falke in seinem letzten Wohnort Groß Borstel

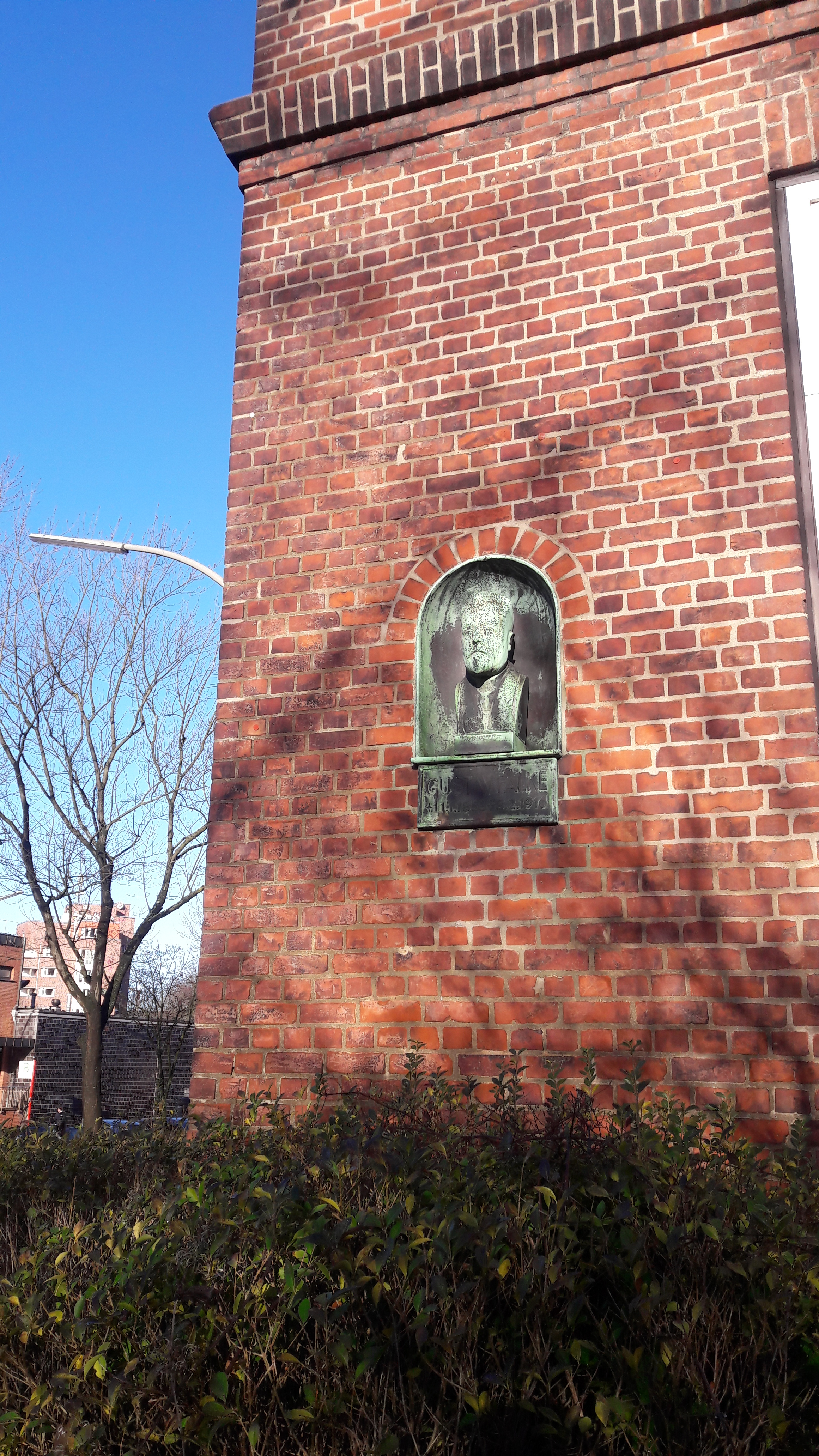
Gustav Falke Büste am Haus in der Gustav-Falke-Str. Nr. 2 – Ecke Am Schlump

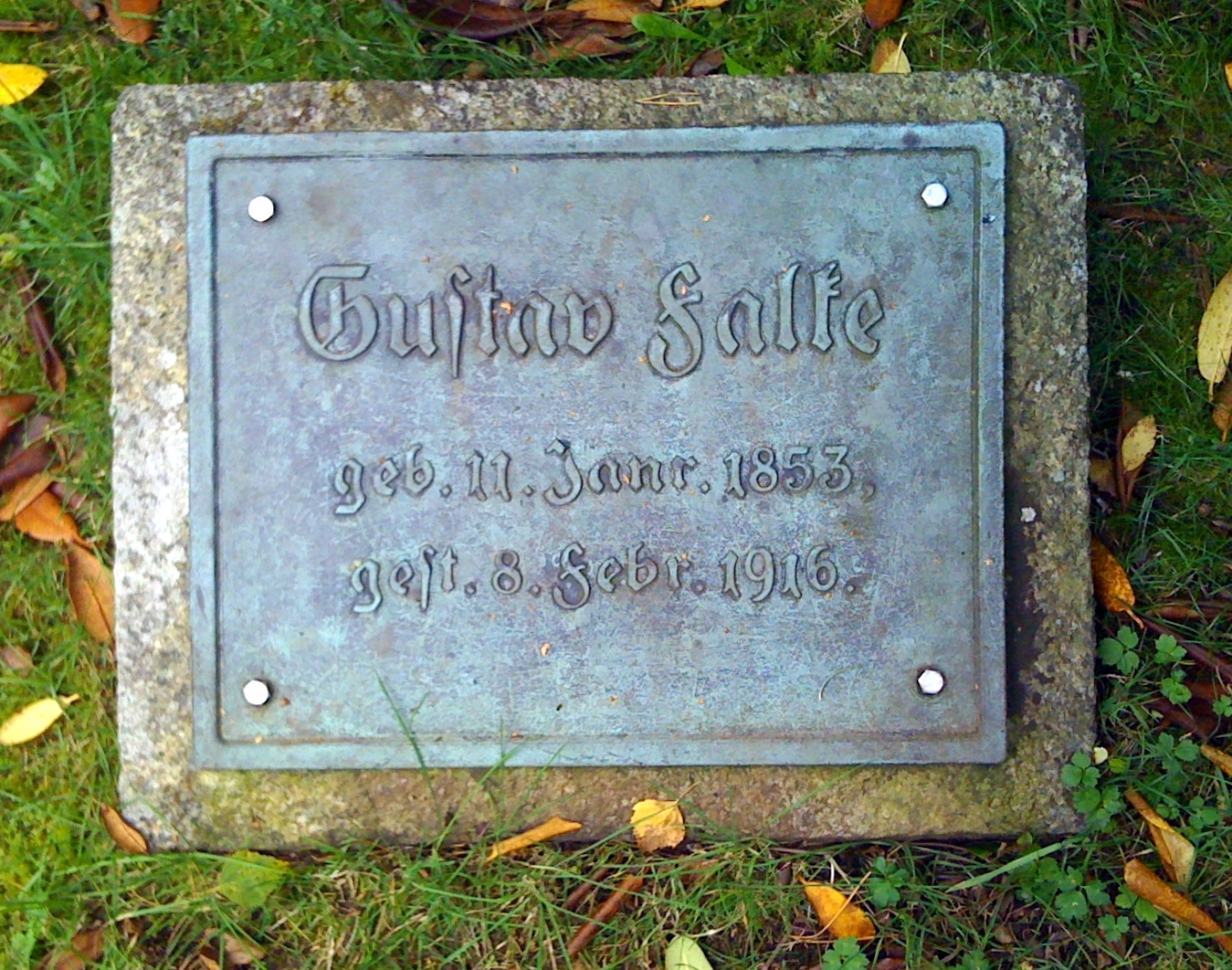
Grabmal von Falke auf dem Friedhof Ohlsdorf (AC 7)

- Mynheer der Tod und andere Gedichte, Dresden u. a. 1892 (Digitalisat). Neuausgabe Hofenberg, Berlin 2019, ISBN 978-3-7437-3270-4.
- Aus dem Durchschnitt. Roman, Berlin 1892 (Digitalisat)
- Tanz und Andacht. Gedichte, München 1893
- Der Kuß. Ein Capriccio, München 1894
- Harmlose Humoresken, München 1894
- Zwischen zwei Nächten. Neue Gedichte, Stuttgart 1894
- Landen und Stranden. Ein Hamburger Roman, Berlin
  - 1. Hamburger Kinder, 1895
  - 2. Neben der Arbeit, 1895
  - 3. Hab ich nur deine Liebe, 1901
- Neue Fahrt. Gedichte, Berlin 1897 (Digitalisat)
- Der Mann im Nebel. Roman, Hamburg 1899 (Digitalisat)
- Mit dem Leben. Neue Gedichte, Hamburg 1899
- Gustav Falke als Lyriker. Eine Auswahl aus seinen Dichtungen, Hamburg 1900
- Otto Speckters Katzenbuch, Hamburg 1900 (zusammen mit Otto Speckter)
- Otto Speckters Vogelbuch, Hamburg 1901
- Putzi. Märchenkomödie, Hamburg 1902 (Digitalisat)
- Hohe Sommertage. Neue Gedichte, Hamburg 1902. Neuausgabe Hofenberg, Berlin 2019, ISBN 978-3-7437-3276-6.
- Aus Muckimacks Reich. Märchen und Satiren, Hamburg 1903
- Zwischengerichte. Seinen Gästen gewidmet zur Erinnerung an den 11. Januar 1903, Leipzig 1903
- Der gestiefelte Kater. Dichtung in 11 Gesängen, Hamburg 1904 (Digitalisat)
- Ausgewählte Gedichte, Hamburg 1905 (Digitalisat). Neuausgabe Hofenberg, Berlin 2019, ISBN 978-3-7437-3275-9.
- Bübchens Weihnachtstraum. Melodramatisches Krippenspiel. Musik (1906): Engelbert Humperdinck. UA 1906
- Timm Kröger. Literarische Studie, Hamburg 1906 (Digitalisat)
- Eichendorff. Monographie, Berlin u. a. 1906
- En Handvull Appeln. Plattdütsche Rimels vör unse Görn, Hamburg 1906
- Heitere Geschichten, Berlin u. a. 1907
- Frohe Fracht. Neue Gedichte, Hamburg 1907 (Digitalisat)
- Drei gute Kameraden. Erzählung für die Jugend, Mainz 1908
- Hamburg, Stuttgart u. a. 1908
- Die Kinder aus Ohlsens Gang. Roman, Hamburg 1908 (Digitalisat)
- Dörten und andere Erzählungen, mit Einleitung von Timm Kröger, Leipzig 1909
- Ein lustig Jahr der Tiere. Ein fröhlich Bilderbuch, München 1909 (zusammen mit Th. Huggenberger)
- Tierbilder, Mainz (zusammen mit Eugen Osswald)
  - 1 (1909)
  - 2 (1909)
- Winter und Frühling, Leipzig 1909
- Die Auswahl. Gedichte, Hamburg 1910
- Klaus Bärlappe. Erzählung für die Jugend, Mainz 1910
- Der Spanier. Eine Novelle, Berlin 1910 (Digitalisat). Neuausgabe Hofenberg, Berlin 2019, ISBN 978-3-7437-3281-0.
- Geelgösch. Novellen, Leipzig u. a. 1910 (Digitalisat)
- Das Schützenfest. Im Fischerdorf. Erzählungen für die Jugend, Reutlingen 1911 (Digitalisat)
- Unruhig steht die Sehnsucht auf. (Auswahl), Hamburg u. a. 1911 (Digitalisat)
- Drei Helden. Ein Bilderbuch, Mainz 1911 (zusammen mit Arpad Schmidhammer)
- Die neidischen Schwestern. Märchen aus 1001 Nacht, Berlin 1912
- Herr Henning oder Die Tönniesfresser von Hildesheim. Erzählung, Leipzig 1912
- Gesammelte Dichtungen, Hamburg u. a.
  - 1. Herddämmerglück, 1912 (Digitalisat)
  - 2. Tanz und Andacht, 1912 (Digitalisat)
  - 3. Der Frühlingsreiter, 1912 (Digitalisat)
  - 4. Der Schnitter, 1912 (Digitalisat)
  - 5. Erzählende Dichtungen, 1912 (Digitalisat)
- Die Stadt mit den goldenen Türmen. Die Geschichte meines Lebens, Berlin 1912 (Digitalisat)
- Anna. Verse, Hamburg 1913
- Herr Purtaller und seine Tochter. Erzählung für die Jugend, Mainz 1913 (Digitalisat)
- Kunterbunt, Mainz 1914 (zusammen mit Eugen Osswald)
- Vaterland heilig Land, Leipzig 1915
- Viel Feind, viel Ehr, Leipzig 1915
- Das Leben lebt. Letzte Gedichte, Berlin 1916 (Digitalisat)

### Übersetzungen
- Holger Drachmann: Verschrieben, Leipzig 1904 (übersetzt zusammen mit Julia Koppel)
- John Brymer mit Zeichnungen von Stewart Orr: Zwei lustige Seeleute, Köln am Rhein 1905 Original: Two Merry Mariners

### Herausgeberschaft
- Friedrich Hebbel: Meine Kindheit, Hamburg 1903
- Das Büchlein Immergrün. Eine Auswahl deutscher Lyrik für junge Mädchen, Cöln 1903 (Buchausstattung von Heinrich Vogeler)
- Steht auf ihr lieben Kinderlein, Köln 1906 (herausgegeben zusammen mit Jakob Loewenberg)
- Kriegsdichtungen, Hamburg
  - 1. Hoch, Kaiser und Reich!, 1914
  - 2. Unsere Helden, 1915
  - 3. Wir und Österreich, 1915
  - 4. Zu Wasser und zu Lande, 1915
  - 5. Feinde ringsum, 1915
  - 6. Von Feld zu Feld, 1915
  - 7. Fern vom Krieg, 1916
  - 8. Zum blutig frohen Reigen, 1917